# تائه ساتویا
تائه ساتویا (انگلیسی: Tae Satoya؛ زادهٔ ۱۲ ژوئن ۱۹۷۶) اسکی‌باز اهل ژاپن است.